# اورسینا لاردی
اورسینا لاردی (انگلیسی: Ursina Lardi؛ زادهٔ ۱۹ دسامبر ۱۹۷۰) بازیگر، مدل (شخص)، بازیگر تئاتر، و بازیگر سینما اهل سوئیس است.
از فیلم‌ها یا برنامه‌های تلویزیونی که وی در آن نقش داشته‌است می‌توان به روبان سفید، لوره، تحت تعقیب‌ترین مرد و کودک ۴۴ اشاره کرد.
وی همچنین برندهٔ جوایزی همچون جایزه فیلم سوئیس شده‌است.